# Пресняков Олександр Євгенович
Олександр Євгенович Пресняков, також Прєсняков (рос. Александр Евгеньевич Пресняков; 3 травня 1870, Одеса — 30 вересня 1929, Ленінград) — російський і радянський історик, член-кореспондент РАН (1920).

## Походження, ранні роки
Народився в родині Євгена Львовича Преснякова — інженера-шляховика, члена правлінь різних залізниць, автора статей з економіки шляхів сполучення.
Закінчив гімназію в Тифлісі (1889), історико-філологічний факультет Санкт-Петербурзького університету (1893; автор твору «Царствена книга, її склад і походження»).
Як кращий учень відомого історика Сергія Платонова був залишений при кафедрі російської історії університету для підготовки до професорського звання. Магістр російської історії (1909; тема дисертації: «Княже право в Древній Русі»). Доктор російської історії (1918; тема дисертації: «Утворення Великоруської держави. Нариси з історії XIII—XV століть»).
Викладав у приватних гімназіях Таганцевої та Стоюніної, у Катерининському сирітському інституті, на Педагогічних курсах при петербурзьких жіночих гімназіях.
З 1907 року — приват-доцент, а з 1918 року — професор по кафедрі російської історії Санкт-Петербурзького (потім — Петроградського, Ленінградського) університету. Також викладав історію російського права на Вищих жіночих курсах, був одним з організаторів Жіночого педагогічного інституту. Був професором Інституту червоної професури (з 1927 року), Педагогічного інституту ім. О. І. Герцена.

## Наукова діяльність
Основні теми наукових інтересів О. Преснякова у дореволюційний період — історія політичних відносин на Русі до XVI століття, джерелознавчі питання літописання XVI століття, історія суспільної думки XIX століття. Він вдкидав теорію «родового княжого володіння» в Київській Русі, вважаючи, що в основі княжої власності лежить «сімейне, отчинне право». Розробляв історію «княжого права»: вважав, що одним з найважливіших напрямків діяльності давньоруських князів було створення поряд із звичаєво-правовими союзами членів племені особливого «союзу княжого захисту», в який входили і князівська дружина, і населення князівських сіл. Вважав, що княжий захист був «загальноісторичним явищем в усіх європейських народів».
Досліджував процес централізації в тісному зв'язку зі всім комплексом міжнародних відносин Північно-Східної Русі; процес об'єднання російських земель з позиції внутрішньої історії не тільки Московського великого князівства, але і удільних — Тверського, Рязанського і Нижегородського. Був противником різкого протиставлення історії Київської і Володимиро-Суздальської Русі. Доводив, що сімейно-вотчинні розділи волостей-князівств у Володимиро-Суздальській Русі завжди були лише продовженням сімейно-вотчинних розділів Київської Русі.
Після 1918 року продовжував дослідження в галузі історії середньовічної Русі, зокрема, займався теоретичними питаннями феодалізму в Росії. Але при цьому приділяв значну увагу історії XIX століття. Він автор історичних портретів російських імператорів, ґрунтовного дослідження з історії руху декабристів, заснованого на джерелах.
У роботах з історіографії О.Пресняков одним з перших сформулював концепцію «петербурзької історичної школи» як школи «відновлення джерела права і факту незалежно від історіографічної традиції» на противагу московській (за своїм характером історико-соціологічній).
О.Пресняков був одним з організаторів (1921 року) та директором (з 1922 року) Історичного науково-дослідного інституту при Петербурзькому університеті (інститут фактично існував до 1925 року). Потім був директором Ленінградського відділення Інституту історії РАНІОН (1927—1928 рр.). Член-кореспондент РАН (з 1920 року).
Найбільш відомі учні О. Є. Преснякова — Борис Олександрович Романов та Сергій Миколайович Чернов.

## Наукові праці
- Пресняков, А. Е. Царственная книга, её состав и происхождение. — СПб, 1893.
- Пресняков, А. Е. Княжое право в Древней Руси: очерки по X—XII векам. — СПб, 1909 (новое издание — М., 1993). — 316 с.
- Пресняков, А. Е. Правительствующий Сенат в царствование Елисаветы Петровны / История Правительствующего Сената. — СПб, 1911.
- Пресняков, А. Е. Московское царство. — Пг., 1918.
- Пресняков, А. Е. Образование Великорусского государства: Очерки по истории XIII—XV столетий. — М., 1918 (новое издание — М., 1998).
- Пресняков, А. Е. Александр Первый. — Пг., 1924.
- Пресняков, А. Е. Апогей самодержавия. Николай I. — Л., 1925.
- Пресняков, А. Е. 14 декабря 1825 г. М. — Л., 1926.
- Пресняков, А. Е. Лекции по русской истории. т. 1-2. — М., 1938—1939.
- Пресняков, А. Е. Российские самодержцы / Составитель, автор предисловия и приложения д-р ист. наук А. Ф. Смирнов; Ред. А. Н. Казакевич; Художник Б. А. Лавров. — М.: Книга, 1990. — 464 с. — 200 000 экз. — ISBN 5-212-00489-6. (обл.)
- Александр Евгеньевич Пресняков: письма и дневники, 1889—1927. — СПб.: Дмитрий Буланин, 2005.